# 孙玉山 (1923年)
孙玉山（1923年—2010年4月16日），男，山东桓台人，中华人民共和国军事人物，曾任西藏军区政治委员。